# Anaplectus magnus
Anaplectus magnus is een rondwormensoort uit de familie van de Plectidae.